# Lijst van wereldkampioenen tijdrit junioren vrouwen
De tijdrit voor vrouwen bij de junioren staat sedert 1994 op het programma van de wereldkampioenschappen wielrennen.

## Geschiedenis
Het eerste WK wielrennen werd in 1921 gehouden in de Deense hoofdstad Kopenhagen. In 1994 werd een tijdrit voor junioren onder 19 jaar bij de vrouwen geïntroduceerd. Tot en met 1996 werd het WK voor junioren apart georganiseerd. In 1997 in het Spaanse San Sebastian stond de tijdrit bij de junioren voor het eerst op het programma van de wereldkampioenschappen. Met uitzondering van de edities van 2005 tot en met 2010 (en 2020 vanwege de COVID-19-pandemie) is de tijdrit bij de junioren sedertdien een volwaardig onderdeel van de wereldkampioenschappen.
De Italiaanse Chiara Mariani kroonde zich in 1994 tot de eerste wereldkampioene. De Oekraïense Hanna Solovej is de enige die het WK twee keer wist te winnen.

## Erelijst
| Jaar | Plaats                                 | Goud                                   | Zilver                                 | Brons                                  |
| 2027 | Haute-Savoie                           |                                        |                                        |                                        |
| 2026 | Montreal                               |                                        |                                        |                                        |
| 2025 | Kigali                                 |                                        |                                        |                                        |
| 2024 | Zürich                                 | Cat Ferguson                           | Viktória Chladoňová                    | Imogen Wolff                           |
| 2023 | Glasgow                                | Felicity Wilson-Haffenden              | Izzy Sharp                             | Federica Venturelli                    |
| 2022 | Wollongong                             | Zoe Bäckstedt                          | Justyna Czapla                         | Febe Jooris                            |
| 2021 | Brugge                                 | Aljona Ivantsjenko                     | Zoe Bäckstedt                          | Antonia Niedermaier                    |
| 2020 | Geen kampioenschap (COVID-19-pandemie) | Geen kampioenschap (COVID-19-pandemie) | Geen kampioenschap (COVID-19-pandemie) | Geen kampioenschap (COVID-19-pandemie) |
| 2019 | Harrogate                              | Ajgoel Garejeva                        | Shirin van Anrooij                     | Elynor Bäckstedt                       |
| 2018 | Innsbruck                              | Rozemarijn Ammerlaan                   | Camilla Alessio                        | Elynor Bäckstedt                       |
| 2017 | Bergen                                 | Elena Pirrone                          | Alessia Vigilia                        | Madeleine Fasnacht                     |
| 2016 | Doha                                   | Karlijn Swinkels                       | Lisa Morzenti                          | Juliette Labous                        |
| 2015 | Richmond                               | Chloé Dygert                           | Emma White                             | Anna-Leeza Hull                        |
| 2014 | Ponferrada                             | Macey Stewart                          | Pernille Mathiesen                     | Anna-Leeza Hull                        |
| 2013 | Florence                               | Séverine Eraud                         | Alexandria Nicholls                    | Alexandra Manly                        |
| 2012 | Valkenburg                             | Elinor Barker                          | Cecilie Uttrup Ludwig                  | Demi de Jong                           |
| 2011 | Kopenhagen                             | Jessica Allen                          | Elinor Barker                          | Mieke Kröger                           |
| 2010 | Offida                                 | Hanna Solovej                          | Pauline Ferrand-Prévot                 | Amy Cure                               |
| 2009 | Moskou                                 | Hanna Solovej                          | Pauline Ferrand-Prévot                 | Jelizaveta Osjoerkova                  |
| 2008 | Kaapstad                               | Maria Grandt Petersen                  | Valerija Kononenko                     | Laura Dittmann                         |
| 2007 | Aguascalientes                         | Josephine Tomic                        | Valerija Kononenko                     | Jerika Hutchinson                      |
| 2006 | Francorchamps                          | Rebecca Spence                         | Lesja Kalitovska                       | Mie Bekker Lacota                      |
| 2005 | Wenen                                  | Lisa Brennauer                         | Tereza Huříková                        | Mie Bekker Lacota                      |
| 2004 | Verona                                 | Tereza Huříková                        | Rebecca Much                           | Amanda Spratt                          |
| 2003 | Hamilton                               | Bianca Purath-Knoepfle                 | Loes Markerink                         | Iris Slappendel                        |
| 2002 | Zolder                                 | Anna Zugno                             | Tatiana Guderzo                        | Claudia Hecht                          |
| 2001 | Lissabon                               | Nicole Cooke                           | Natalia Bojarskaja                     | Diana Elmentaitė                       |
| 2000 | Plouay                                 | Juliette Vandekerckhove                | Katherine Bates                        | Bertine Spijkerman                     |
| 1999 | Verona                                 | Geneviève Jeanson                      | Juliette Vandekerckhove                | Trixi Worrack                          |
| 1998 | Valkenburg                             | Trixi Worrack                          | Olga Zabelinskaja                      | Geneviève Jeanson                      |
| 1997 | San Sebastian                          | Olga Zabelinskaja                      | Sylvia Hübscher                        | Maria Cagigas Amedo                    |
| 1996 | Novo mesto                             | Rachael Linke                          | Natascha Klewitz                       | Samanta Loschi                         |
| 1995 | Forlì                                  | Linda Visentini                        | Christina Becker                       | Tetjana Stiazjkina                     |
| 1994 | Quito                                  | Chiara Mariani                         | Evi Gensheimer                         | Ita Kryjanovskaja                      |

## Medaillespiegel
| Plaats | Land             | Goud | Zilver | Brons | Totaal |
| 1      | Australië        | 5    | 2      | 6     | 13     |
| 2      | Italië           | 4    | 4      | 2     | 10     |
| 3      | Groot-Brittannië | 4    | 3      | 3     | 10     |
| 4      | Duitsland        | 3    | 5      | 5     | 13     |
| 5      | Rusland          | 3    | 2      | 1     | 6      |
| 6      | Oekraïne         | 2    | 3      | 2     | 7      |
| 7      | Frankrijk        | 2    | 3      | 1     | 6      |
| 8      | Nederland        | 2    | 2      | 3     | 7      |
| 9      | Denemarken       | 1    | 2      | 2     | 5      |
| 10     | Verenigde Staten | 1    | 2      | 1     | 4      |
| 11     | Tsjechië         | 1    | 1      | 0     | 2      |
| 12     | Canada           | 1    | 0      | 1     | 2      |
| 13     | Nieuw-Zeeland    | 1    | 0      | 0     | 1      |
| 14     | Slowakije        | 0    | 1      | 0     | 1      |
| 15     | België           | 0    | 0      | 1     | 1      |
| 15     | Litouwen         | 0    | 0      | 1     | 1      |
| 15     | Spanje           | 0    | 0      | 1     | 1      |
| Totaal | Totaal           | 30   | 30     | 30    | 90     |

Bijgewerkt t/m WK 2024
1921 · 
1922 · 
1923 · 
1924 · 
1925 · 
1926 · 
1927 · 
1928 · 
1929 · 
1930 · 
1931 · 
1932 · 
1933 · 
1934 · 
1935 · 
1936 · 
1937 · 
1938 · 
1946 · 
1947 · 
1948 · 
1949 · 
1950 · 
1951 · 
1952 · 
1953 · 
1954 · 
1955 · 
1956 · 
1957 · 
1958 · 
1959 · 
1960 · 
1961 · 
1962 · 
1963 · 
1964 · 
1965 · 
1966 · 
1967 · 
1968 · 
1969 · 
1970 · 
1971 · 
1972 · 
1973 · 
1974 · 
1975 · 
1976 · 
1977 · 
1978 · 
1979 · 
1980 · 
1981 · 
1982 · 
1983 · 
1984 · 
1985 · 
1986 · 
1987 · 
1988 · 
1989 · 
1990 · 
1991 · 
1992 · 
1993 · 
1994 · 
1995 · 
1996 · 
1997 · 
1998 · 
1999 · 
2000 · 
2001 · 
2002 · 
2003 · 
2004 · 
2005 · 
2006 · 
2007 · 
2008 · 
2009 ·
2010 · 
2011 · 
2012 · 
2013 · 
2014 · 
2015 · 
2016 · 
2017 · 
2018 · 
2019 · 
2020 ·
2021 ·
2022 ·
2023 ·
2024 ·
2025 ·
2026